# Mireille Enos
Pour les articles homonymes, voir Enos.
Mireille Enos, née le 22 septembre 1975 à Kansas City, dans le Missouri, aux (États-Unis), est une actrice américaine.
Elle est connue pour son rôle de l'inspectrice Sarah Linden dans la série d'AMC The Killing (2011-2014) et l'interprétation de Karen Lane, personnage principal féminin du film World War Z (2013) de Marc Forster, aux côtés de Brad Pitt.

## Vie privée
Mireille Enos est née d'un père américain et d'une mère française. Elle est la quatrième d'une famille de cinq enfants de confession mormone (Église de Jésus-Christ des saints des derniers jours) et étudie à l'Université Brigham-Young.
Elle se marie en 2008 à l'acteur Alan Ruck qu'on connait entre autres de Spin City ou encore La Folle Journée de Ferris Bueller. Le 23 septembre 2010, elle donne naissance à Vesper Vivianne Ruck, et le 23 juillet 2014, elle donne naissance à Larkin Zouey Ruck.

## Carrière
Mireille Enos décroche son premier grand rôle dans la pièce Qui a peur de Virginia Woolf ? à Broadway, ce qui lui valut une nomination aux Tony Awards en 2005.
Elle apparaît dans de nombreuses séries télévisées, notamment dans Big Love où elle joue le rôle des sœurs jumelles Jodeen et Kathy Marquart. Elle interprète également l'héroïne de The Killing (2011), la nouvelle série de la chaine américaine AMC (qui a déjà diffusé des séries telles que Mad Men ou Breaking Bad), qui regroupe pas moins de 2,7 millions de téléspectateurs pour sa première diffusion aux États-Unis. La série reçoit également un très bon accueil de la critique. Elle permet à Mireille Enos d'obtenir une nomination aux Emmy Awards pour le Primetime Emmy Award de la meilleure actrice dans une série télévisée dramatique.
Elle obtient le rôle féminin principal du film de zombies World War Z de Marc Forster (Neverland, Quantum of Solace) qui est sortie sur grand écran le 2 janvier 2013, et où elle donne la réplique à Brad Pitt. Le film est un succès commercial mais les suites envisagées sont annulées pour des raisons de budget.
Elle signe également pour le tournage de Gangster Squad de Ruben Fleischer, un thriller qui se déroule dans les années 1940 où joueront aussi Sean Penn, Ryan Gosling, Josh Brolin, Emma Stone.
Elle a également partagé l'affiche du film Sabotage de David Ayer aux côtés d'Arnold Schwarzenegger, Sam Worthington, Terrence Howard, Josh Holloway et Joe Manganiello.
Avec Chloë Moretz elle partage l'affiche de If I Stay l'adaptation cinématographique de Si je reste, le best-seller de Gayle Forman en 2014.
En 2016-2017, elle joue le rôle d'Alice Vaughan dans la série The Catch.

## Filmographie

### Cinéma
- 2001 : Attraction animale (Someone Like You) de Tony Goldwyn : la coach de yoga
- 2006 : Falling Objects (court métrage) : Isobel Walker
- 2013 : Gangster Squad de Ruben Fleischer : Connie O'Mara
- 2013 : World War Z de Marc Forster : Karen Lane
- 2013 : Les Trois crimes de West Memphis (Devil's Knot) d'Atom Egoyan : Vicki Hutcheson
- 2014 : Sabotage de David Ayer : Lizzy Murray
- 2014 : Captives (The Captive) d'Atom Egoyan : Tina
- 2014 : Si je reste (If I Stay) de R.J. Cutler : Kat Hall
- 2016 : You Were Never Here de Camille Thoman : Miranda Fall
- 2016 : Behold My Heart de Joshua Leonard : Nancy
- 2016 : Katie Says Goodbye de Wayne Roberts : Tracey
- 2018 : Don't Worry, He Won't Get Far on Foot de Gus Van Sant : le fantôme de la mère de John Callahan
- 2018 : Apparence trompeuse de Veena Sud : Rebecca
- 2023 : Miranda's Victim de Michelle Danner : Zeola Weir

### Télévision

#### Séries télévisées
- 1999 : Sex and the City (1 épisode) : Jenna
- 2001 : The Education of Max Bickford (en) (2 épisodes) : Carla Byrd
- 2003 : La Vie avant tout (1 épisode) : Fern
- 2004 : Rescue Me : Les Héros du 11 septembre (1 épisode) : Karen
- 2006 : FBI : Portés disparus (1 épisode) : Jessica Lawson
- 2006 : Standoff : Les Négociateurs (1 épisode) : Dana
- 2006 : Shark (1 épisode) : Chloe Gorman
- 2007 : Preuve à l'appui (1 épisode) : Sandy Walsh
- 2007 – 2010 : Big Love (24 épisodes) : Jodeen Marquart et Kathy Marquart
- 2008 : Numbers (1 épisode) : Grace Ferraro
- 2008 : Les Experts : Miami (1 épisode) : Lucy Maddox
- 2008 : Médium (1 épisode) : Kelly Winters
- 2009 : Lie to Me (1 épisode) : Cheryl Ambrose
- 2009 : New York, section criminelle (1 épisode) : Julianna Morgan
- 2010 : American Experience (1 épisode) : Grand Niece
- 2011 – 2014 : The Killing : Sarah Linden
- 2016 – 2017 : The Catch : Alice Vaughan
- 2019 : Good Omens : Guerre, l'un des Quatre Cavaliers de l'Apocalypse
- 2019 – 2021 : Hanna : Marissa Wiegler
- 2023 : Lucky Hank : lily

#### Téléfilms
- 1994 : Without Consent (en) (téléfilm) : Naomi
- 1996 : Le Visage du mal (en) (téléfilm) : Brianne Dwyer